# Приіртиське (Жанасемейський район)
Приірти́ське (каз. Прииртышское) — село у складі Жанасемейського району Абайської області Казахстану. Входить до складу Іртиського сільського округу.
Населення — 930 осіб (2021; 1023 у 2009, 975 у 1999, 926 у 1989).
Національний склад станом на 1989 рік:
- казахи — 52 %
- росіяни — 34 %